# King’s Quest I: Quest for the Crown
King’s Quest I: Quest for the Crown (englisch; auf Deutsch etwa Die Aufgabe des Königs: Der Weg zur Krone) ist ein Computerspiel, das ursprünglich als King’s Quest für den IBM PCjr veröffentlicht wurde und seinen vollen Namen erst erhielt, als Nachfolgespiele und somit die Computerspielreihe King’s Quest entstanden. Die Geschichte und das Design des Adventures wurden von Roberta Williams entwickelt. Williams war die Hauptentwicklerin der King’s-Quest-Serie bis zur letzten offiziellen Folge, King’s Quest 8: Maske der Ewigkeit.

## Handlung
Im fiktiven Königreich Daventry regierten König Edward der Gütige und seine Gemahlin. Das Volk war glücklich und lebte in Frieden. Das Königspaar war kinderlos, daher suchte es Rat bei einem Zauberer. Dieser versprach ihnen ein Kind, wenn sie ihm dafür den magischen Spiegel geben würden. Dieser Spiegel war überaus kostbar, denn er hatte die Macht, die Zukunft vorherzusagen, und half so Daventry vor Unheil zu beschützen. Edward und seine Gemahlin befragten den Spiegel. In ihm sahen sie das Bild eines Jünglings mit einer Krone auf dem Haupt, den sie für ihren Sohn hielten, daher gaben sie dem Zauberer ihren Spiegel. Doch die Königin gebar kein Kind und die Ernten im Königreich wurden durch Unwetter vernichtet, da der Spiegel fehlte, der die Bauern hätte warnen können. Das Volk hungerte nun und die Königin erkrankte schwer. Da kam ein Zwerg, der sagte, er könne sie heilen. Als Bezahlung dafür verlangte er des Königs Schild, der die Gabe hatte, seinen Träger unbesiegbar zu machen. Er bekam ihn, aber die Königin wurde nicht gesund, sondern verstarb kurze Zeit später. Das Land wurde von seinen Nachbarn angegriffen und das Königreich verfiel zusehends. Die Jahre vergingen und König Edward war sehr einsam. Einmal ritt er aus und befreite eine junge Frau, die von Wölfen bedroht worden war. Sie hieß Prinzessin Dahlia von Cumberland. Der König nahm sie mit in sein Schloss und fragte sie, ob sie ihn heiraten wolle. Doch in der Nacht vor der Hochzeit entwendete sie ihm seine Schlüssel, öffnete seine Schatzkammer und stahl den letzten der magischen Schätze Daventrys, die kleine Schatztruhe voller Gold, die niemals leer wurde, egal wie viel man herausnahm.
Nun war Daventry endgültig dem Untergang geweiht, verarmt, schutzlos und von einem alten, schwachen König ohne Erben regiert. Daher rief König Edward seinen treuesten und mutigsten Ritter, Sir Graham, zu sich und gab ihm den Auftrag, die drei Schätze des Landes – den magischen Spiegel, den magischen Schild und die magische Truhe – zu suchen und zurückzubringen. Sollte es ihm gelingen, so würde er der nächste König dieses Reiches werden.

## Spielprinzip und Technik
King’s Quest I war in seiner Verwendung von 16-Farb-Grafiken auf dem PCjr und Tandy 1000 innovativ; sogar Besitzer von CGA-Grafikkarten konnten 16 Farben genießen, wenn sie einen Composite-Video-Monitor oder einen Fernseher benutzten. Die Interaktion mit den Grafiken war ein enormer Sprung über die selten animierten Grafiken früherer grafischer Adventures. In früheren Spielen bestand jeder Raum aus einer statisch vorgezeichneten Hintergrundgrafik und einer Textbeschreibung, die eigene Spielfigur war normalerweise nicht sichtbar. Bewegung fand durch Eingabe von Kompassrichtungen statt, wodurch man sofort in benachbarte Zimmer transportiert wurde. In King’s Quest I ist Sir Graham eine vollständig animierte Spielfigur, die durch grafische Welten ging, die mit anderen animierten Spielfiguren gefüllt wurden. Das Drücken einer Pfeiltaste bewirkt, dass Sir Graham in jene Richtung geht. Kompassbefehle waren nicht mehr notwendig. Man ging in benachbarte Räume, indem man Graham in die Nähe des Bildschirmrandes gehen ließ. Das Tippen von „OPEN DOORS“ bewirkt in King’s Quest I im Gegensatz zu früher erschienenen Adventures nicht, dass ein statisch vorgezeichnetes Bild eines Burgeinganges mit einem statisch vorgezeichneten Bild eines Burgeinganges mit offenen Türen ersetzt wird, stattdessen öffnen sich die Türen sichtbar durch Abspielen einer Animationssequenz.
Der Spieler interagiert hauptsächlich mittels Texteingabe, die durch einen Parser interpretiert wird, mit dem Spiel. Kritiker führen oft an, dass diese Art der Interaktion mit Spielen zeitraubend und frustrierend sei. Befürworter halten dagegen, dass sie mehr Denkvermögen vom Spieler verlange als die Point-and-Click-Methode. Eine Rezension bemerkte: „Dinge müssen auf eine bestimmte Art formuliert werden. Man könnte einen braunen Klumpen auf dem Boden sehen und mit ‚PICK UP ROCK‘ auflesen wollen, aber die Fehlermeldung ‚You can’t do that – at least not now‘ erhalten. Aber ein bisschen Geduld und ein logischer Verstand können diese Einschränkung immer bewältigen. ‚LOOK AT THE GROUND‘. Man wird sehen, dass es sich doch nicht um einen Stein handelt, sondern eine Walnuss. Man sollte sich nicht bemühen wortreich zu sein, denn der verwendete Parser ist nicht so intelligent wie die KI-Technologie in heutigen Spielen oder sogar wie Infocoms klassische Parserinterfaces. Man kann nicht einfach ‚Offer to help the woodcutter with his poverty issues‘ tippen ohne die Fehlermeldung ‚I don't understand 'offer'.‘ zu erhalten, aber mit ‚HELP MAN‘ erhält man das gewünschte Ergebnis.“

## Produktionsnotizen
King’s Quest I wurde 1984 durch IBM in Auftrag gegeben, die ein Demonstrationsprodukt für die Grafikfähigkeiten ihres IBM PCjr benötigten. Das Spiel ist nicht nur das erste zu größeren Teilen animierte Adventure-Spiel, es war auch das erste Spiel von Sierra Entertainment, welches den (erst ab King’s Quest II so bezeichneten) Adventure Game Interpreter (AGI-Engine) benutzte.
In einer Zeit, als Computerspiele gewöhnlich von einer einzelnen Person innerhalb weniger Wochen geschrieben wurden, war King’s Quest I eines der ehrgeizigsten, riskantesten und kostspieligsten Projekte. Zusätzlich zu Williams arbeiteten sechs vollzeitangestellte Programmierer 18 Monate lang, um das Spiel für Entwicklungskosten von mehr als 700.000 US-Dollar zu vollenden.
Wegen des schlechten Absatzes des PCjr spielten nur wenige Menschen King’s Quest, und es dauerte ein ganzes Jahr, bis das Spiel ein kommerzieller Erfolg wurde. Die Verkaufszahlen erhöhten sich mit der Einführung des IBM-Heimcomputers Tandy 1000 und anderer erschwinglicherer IBM-Klone. Das Wachstum setzte sich fort, als das Spiel auf andere populäre Plattformen wie den Apple II, Amiga, Atari ST und schließlich das Sega Master System portiert wurde.

### Versionen
Neben der Ur-Version (AGI) existiert eine Neuauflage aus dem Jahr 1990, welche den Sierra Creative Interpreter (SCI) verwendet. Die Neuauflage zeichnet sich durch eine detailliertere Grafik aus (weiterhin EGA, die Bildschirmauflösung wurde jedoch erhöht) und unterstützt Soundkarten. Im Jahr 2001 wurde von AGD Interactive kostenfrei ein inoffizielles Remake mit VGA-Grafik veröffentlicht, das zudem eine Sprachausgabe bietet. Der Sprecher ist derselbe, der bereits für Sierra in den Teilen King's Quest V und VI mitgewirkt hat. Dank ScummVM kann King’s Quest I auf vielen weiteren Betriebssystemen gespielt werden.

## Rezeption
Im Compute!-Magazin wertete Rezensent Donald Trivette, er fühle sich an die Qualität von Zeichentrickfilmen erinnert; die Grafiken und Animationen von King's Quest seien „spektakulär besser als in jedem anderen Adventure“, das er zuvor gesehen habe. Die Grafik wurde von der Zeitschrift Computer Praxis in einer Berichterstattung über die Neuheiten auf der Consumer Electronics Show im Sommer 1984 als „3-D-Graphik-Adventure“ bezeichnet, das mit bewegten Figuren überraschte.
Der Amiga Joker kritisierte 1993 retrospektiv einen zu einfachen Spielablauf, eine „recht grob gepixelte“ Grafik, eine träge Steuerung und einen qualitativ minderwertigen Parser. Auch Power Play bewertete die Umsetzung für den Sega Mega Drive retrospektiv als ansprechende Umsetzung eines Klassikers. Im Vergleich mit Nachfolgern von Sierra seien jedoch Puzzle und Spielwitz erstaunlich gut gealtert und für Einsteiger geeignet. Die Steuerung sei etwas fummelig geraten. Die Website Adventure-Treff bezeichnete es 2011 als „Durchbruch in der Geschichte der interaktiven Unterhaltung“. Nach heutigen Maßstäben sei jedoch das Parser-System, unfaire Passagen und Sackgassen spielerisch hinderlich.
Das Fachmagazin Adventure Gamers ordnete King’s Quest I: Quest for the Crown 2011 in seiner Liste Top 100 All-Time Adventure Games auf Platz 75 ein.